# Шарра (Шаранта)
Шарра́ (фр. Charras) — коммуна во Франции, находится в регионе Пуату — Шаранта. Департамент — Шаранта. Входит в состав кантона Монброн. Округ коммуны — Ангулем.
Код INSEE коммуны — 16084.
Коммуна расположена приблизительно в 400 км к югу от Парижа, в 120 км южнее Пуатье, в 24 км к юго-востоку от Ангулема.

## Население
Население коммуны на 2008 год составляло 324 человека.
| 1962 | 1968 | 1975 | 1982 | 1990 | 1999 | 2008 |
| ---- | ---- | ---- | ---- | ---- | ---- | ---- |
| 382  | 336  | 324  | 339  | 328  | 294  | 324  |

## Экономика
В 2007 году среди 216 человек в трудоспособном возрасте (15—64 лет) 150 были экономически активными, 66 — неактивными (показатель активности — 69,4 %, в 1999 году было 70,4 %). Из 150 активных работали 128 человек (71 мужчина и 57 женщин), безработных было 22 (9 мужчин и 13 женщин). Среди 66 неактивных 13 человек были учениками или студентами, 30 — пенсионерами, 23 были неактивными по другим причинам.

## Достопримечательности
- Аббатство Нотр-Дам-де-Гробо[фр.] (XII век). Исторический памятник с 1992 года[3]
- Приходская церковь (веркирхе) Сен-Вивьен (XII век). Исторический памятник с 1907 года[4]
- Замок XVII века. Исторический памятник с 1992 года[5]

## Фотогалерея

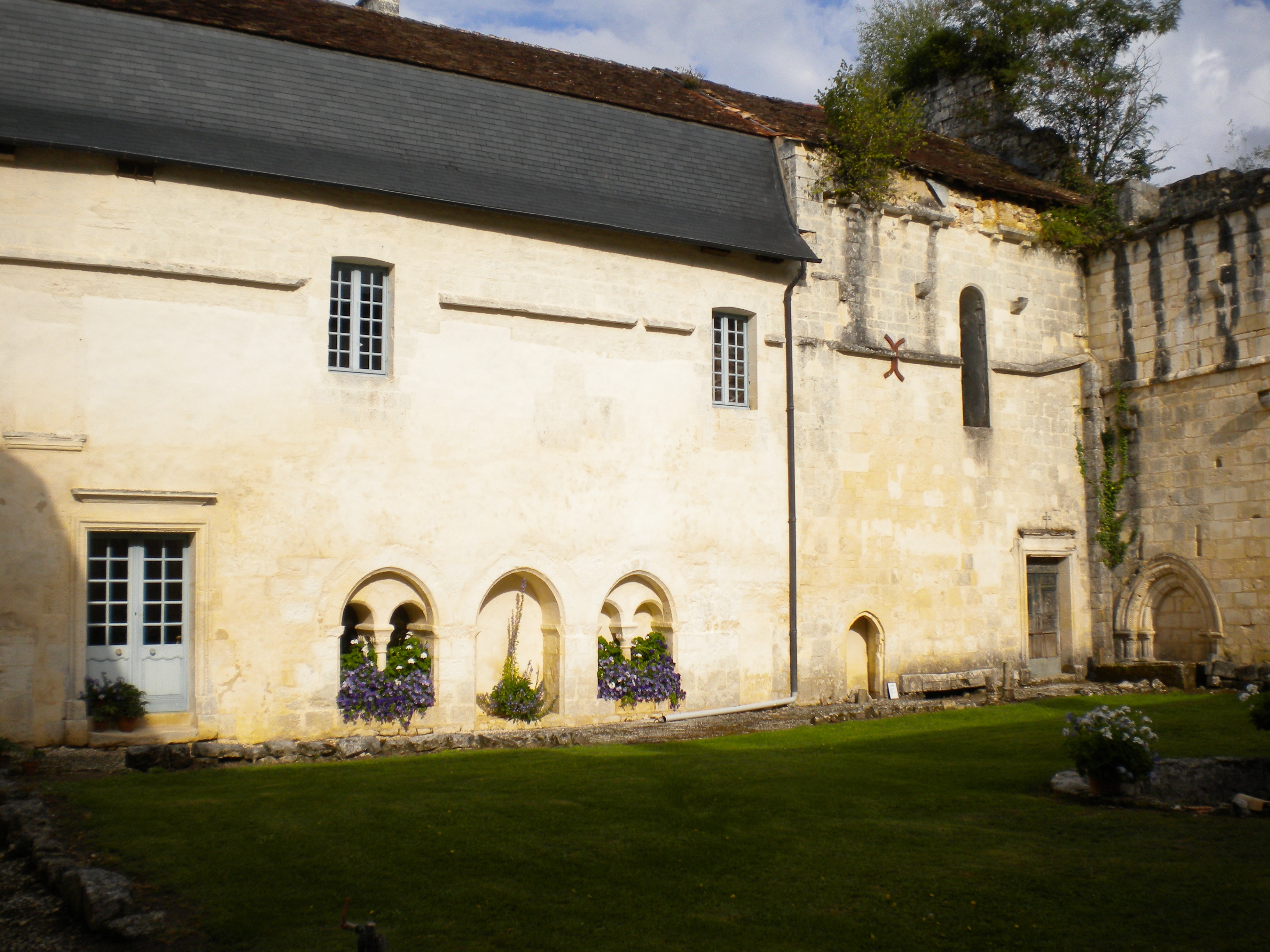
Аббатство Нотр-Дам-де-Гробо
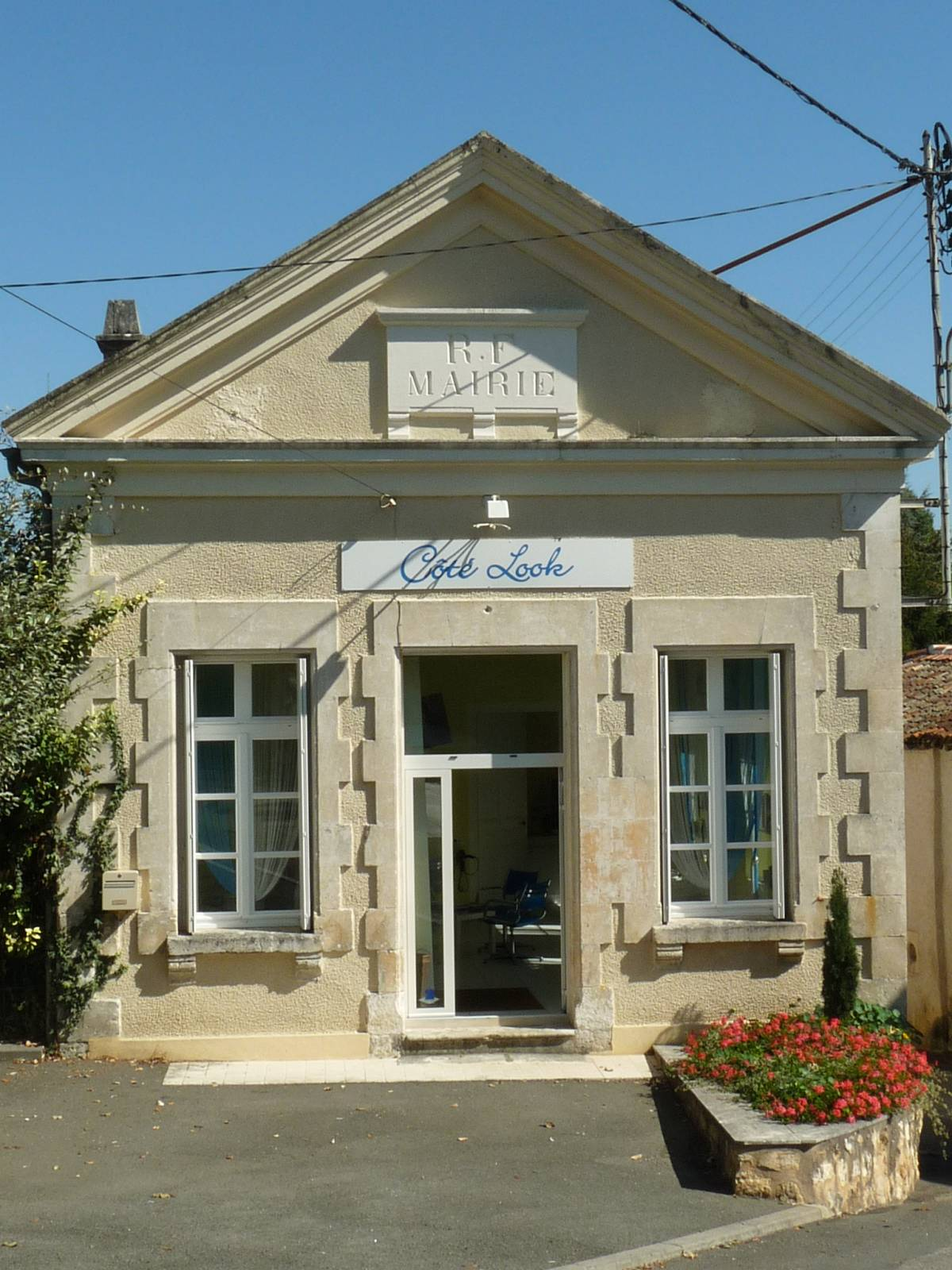
Мэрия
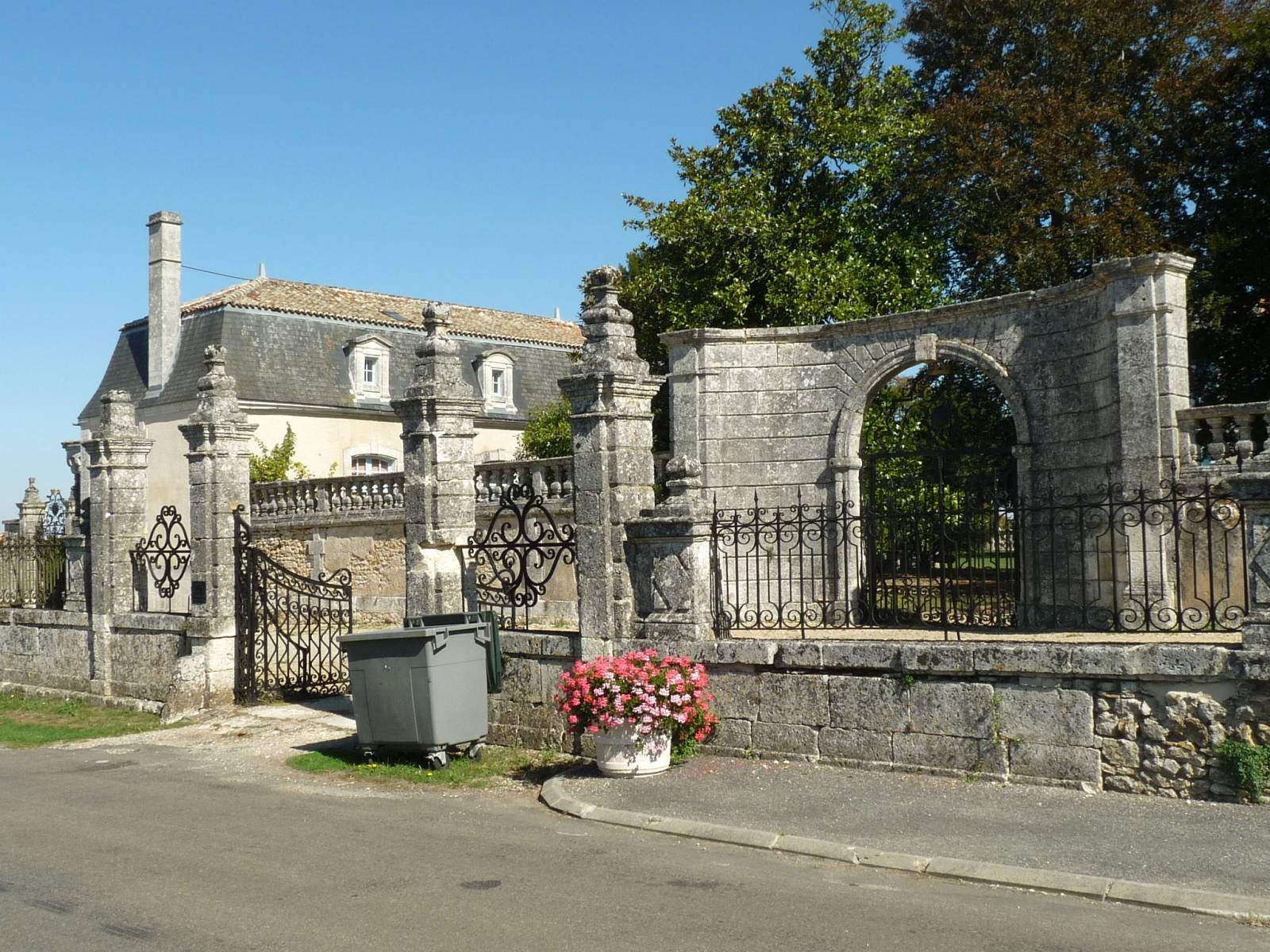
Замок